# Суперкупа на УЕФА 2018
Суперкупата на УЕФА 2018 е 43-то издание на Суперкупата на УЕФА, ежегоден футболен мач между шампионите на двата главни европейски клубни турнири – Шампионската лига и Лига Европа. Двубоят противопостави отборите на Реал Мадрид, носител на Шампионската лига и Атлетико Мадрид, спечелил Лига Европа.  Мачът се проведе на стадион А. Ле Кок Арена в Талин, Естония на 15 август 2018 и това беше първият мач за Суперкупата на УЕФА, който се проведе в Естония. 

## Отборите
| Отбор           | Начин на класиране               | Предишни участия (удебелено обозначава победа) |
| --------------- | -------------------------------- | ---------------------------------------------- |
| Реал Мадрид     | Спечелил Шампионска лига 2017/18 | 1998, 2000, 2002, 2014, 2016, 2017             |
| Атлетико Мадрид | Спечелил Лига Европа 2017/18     | 2010, 2012, 2018                               |

Това беше петият изцяло мач за суперкупата, в която отборите са от Испания, а това е и четвъртият такъв мач през последните пет години. Това е и първата Суперкупа, която се игра от два отбора от един и същи град.

## Място на провеждане
Стадионът беше официално обявен за домакин на мача на 15 септември 2016 г., след решението на Управителния съвет на УЕФА в Атина. Стадионът беше известен като Лилекула Арена, благодарение на правилата за спонсорство на УЕФА. 

## Предварително съвпадение
С капацитет от 13 000 зрители за мача, около 70% от билетите са достъпни за феновете и широката публика, достъпни за продажба на фенове от целия свят чрез УЕФА от 5 до 26 юни 2018 г. в три ценови категории: 130 евро, 90 евро и 50 евро. Останалите билети се разпределят между местния организационен комитет, УЕФА и националните асоциации, търговските партньори и излъчващите организации. 

## Мач

### Детайли
| 15 август 2018 22:00 UTC+2 |

| Реал Мадрид                               | 2 – 4 (сдв) | Атлетико Мадрид                              |
| ----------------------------------------- | ----------- | -------------------------------------------- |
| Карим Бензема 27' Серхио Рамос 63' (дуз.) | Доклад      | Диего Коста 1', 79' Саул Нигес 98' Коке 104' |

| А. Ле Кок Арена, Талин Съдия: Шимон Марчиняк |

### Статистика
| Статистика            | Реал Мадрид | Атлетико Мадрид |
| --------------------- | ----------- | --------------- |
| Вкарани голове        | 1           | 1               |
| Удари                 | 6           | 3               |
| Удари във вратата     | 2           | 2               |
| Спасявания            | 1           | 1               |
| Притежание на топката | 58%         | 42%             |
| Ъглови удари          | 2           | 3               |
| Нарушения             | 7           | 6               |
| Засади                | 0           | 0               |
| Жълти картони         | 1           | 0               |
| Червени картони       | 0           | 0               |

| Статистика            | Реал Мадрид | Атлетико Мадрид |
| --------------------- | ----------- | --------------- |
| Вкарани голове        | 1           | 1               |
| Удари                 | 5           | 2               |
| Удари във вратата     | 2           | 1               |
| Спасявания            | 0           | 1               |
| Притежание на топката | 46%         | 54%             |
| Ъглови удари          | 3           | 0               |
| Нарушения             | 10          | 8               |
| Засади                | 1           | 2               |
| Жълти картони         | 2           | 2               |
| Червени картони       | 0           | 0               |

| Статистика            | Реал Мадрид | Атлетико Мадрид |
| --------------------- | ----------- | --------------- |
| Вкарани голове        | 0           | 2               |
| Удари                 | 3           | 3               |
| Удари във вратата     | 2           | 2               |
| Спасявания            | 0           | 1               |
| Притежание на топката | 59%         | 41%             |
| Ъглови удари          | 7           | 1               |
| Нарушения             | 8           | 3               |
| Засади                | 0           | 0               |
| Жълти картони         | 2           | 1               |
| Червени картони       | 0           | 0               |

| Статистика            | Реал Мадрид | Атлетико Мадрид |
| --------------------- | ----------- | --------------- |
| Вкарани голове        | 2           | 4               |
| Удари                 | 14          | 8               |
| Удари във вратата     | 6           | 5               |
| Спасявания            | 1           | 3               |
| Притежание на топката | 54%         | 46%             |
| Ъглови удари          | 12          | 4               |
| Нарушения             | 25          | 17              |
| Засади                | 1           | 2               |
| Жълти картони         | 5           | 3               |
| Червени картони       | 0           | 0               |

### Правила[9]
- 90 редовни минути.
- 30 минути добавено време, ако е наложително.
- Дузпи, ако резултатът още е равен.
- Дванадесет резерви.
- Максимум три смени.